# Cotula moseleyi
Cotula moseleyi, biljna vrsta iz porodice glavočika. Endem je s otočja Tristan da Cunha.